# Jag är en kristen och vill det vara
Jag är en kristen och vill det vara är en psalm med text skriven 1892 av Josef Grytzell och musiken är skriven av okänd person..

## Publicerad i
- Segertoner 1988 som nr 549 under rubriken "Att leva av tro - Förtröstan - trygghet".[1]